# Portrét

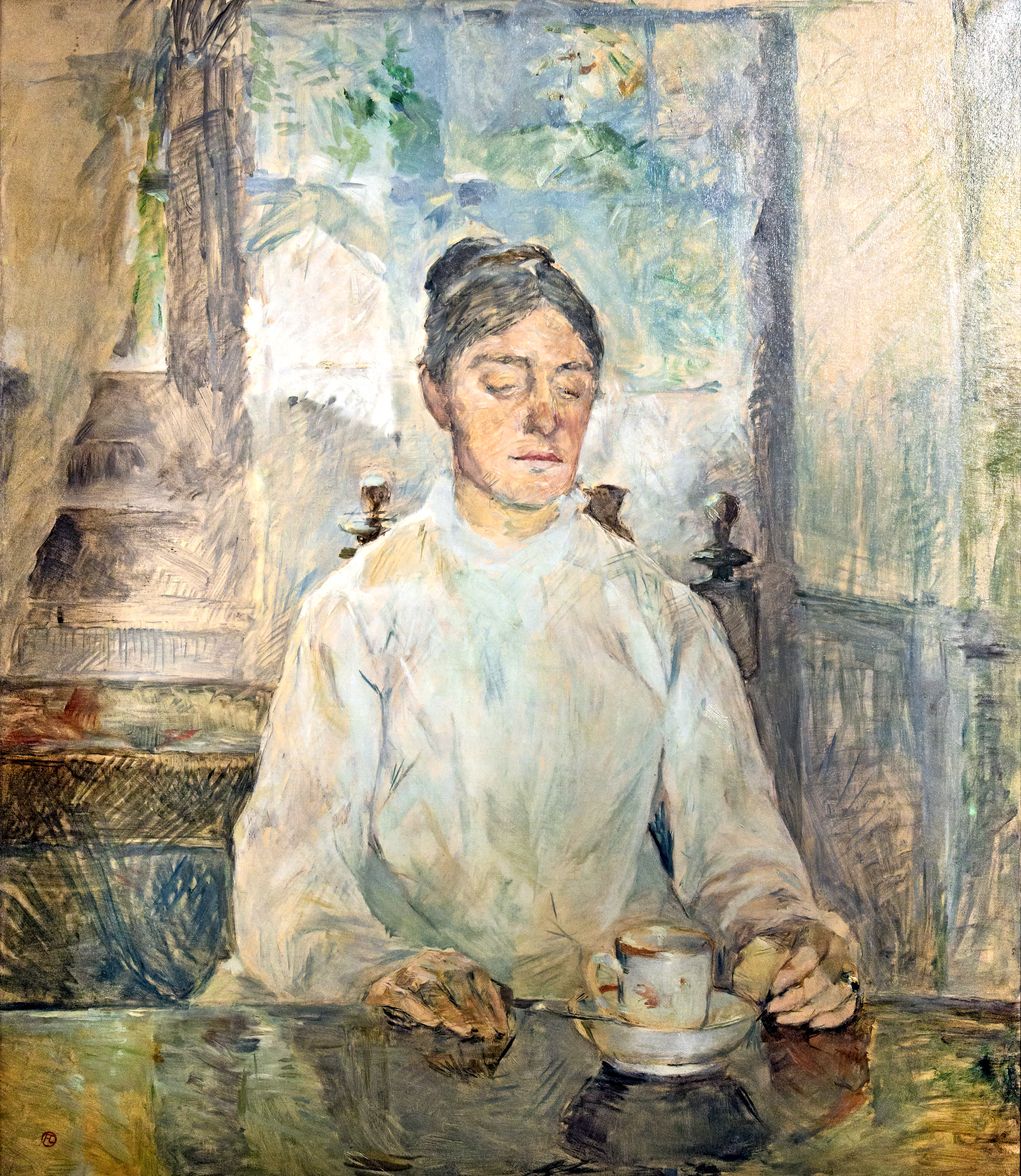
Portrét Adele de Toulouse-Lautrec od jejího syna, malíře Henriho de Toulouse-Lautreca

Portrét je ve výtvarném umění malířské, fotografické, sochařské nebo jiné umělecké zobrazení osoby, v němž má obličej a jeho výraz dominantní roli. Záměrem je zobrazit podobu, charakter a případně i náladu portrétovaného. Z tohoto důvodu se ve fotografii za portrét obecně nepovažuje momentka, ale aranžovaný snímek ve statické póze. Portrét často zobrazuje osobu hledící přímo na malíře nebo fotografa, tím umělec prohlubuje propojení mezi divákem a portrétovanou osobou.

## Historie
Portrétování má dlouhou a bohatou historii. Nejstarší známý portrét na světě pochází z Dolních Věstonic, jedná se o drobnou řezbu z mamutoviny, která je více než 26 000 let stará. Zachycuje portrét ženy s deformovanou tváří a v Dolních Věstonicích byla nalezena stejně deformovaná lebka reálné ženy. V době, kdy byla dítětem, utrpěla zlomeninu levého kloubního výběžku dolní čelisti s posunem úlomků. V průběhu dalšího vývoje se rozvinula tzv. růstová asymetrie obličeje, resp. celé lebky.
Portréty vznikaly ve starověku. Významný je římský sochařský portrét. Ve středověku portréty vznikaly velmi zřídka a spíše až v pozdní gotice. Vyobrazení významných žijících osobností, například panovníků, jsou (podobně jako středověká vyobrazení světců) idealizovaná a nezakládají se na skutečné podobě zobrazeného. Proto nelze v tomto období mluvit o portrétu, ale pouze o postupně narůstajících portrétních rysech zobrazení. Mohutný rozvoj zaznamenal portrét v renesanci. Ještě výraznější zájem o portrét přinášelo baroko, které dovedlo portrétní umění prakticky na hranice jeho možností. Zájem o portrét náležel však i následujícím slohovým obdobím. V 19. století se s nástupem fotografie stal klasický malířský či sochařský portrét spíše výjimečným, exkluzivním. Dominantním typem portrétu je dnes fotografický portrét, ale dokumentární funkci portrétu převzal též film, televize a další elektronická média.
Specifickým typem portrétu je autoportrét. Portrétní vyobrazení, které je součástí díla, jež samo o sobě není portrétem, ale například náboženským výjevem či mytologickou scénou, se nazývá kryptoportrét. K významným portrétistům patří Hans Holbein mladší, Rembrandt van Rijn, Diego Velázquez, Frans Hals, Francisco Goya. Z českých umělců Karel Škréta, Jan Kupecký, v 19. století například Vojtěch Hynais. Klasickým médiem portrétu je kresba a malba, výjimečný však není ani sochařský portrét, ať už v podobě busty, volné sochy či reliéfu. Od poloviny 19. století též fotografie.

## Přenesený význam slova
- V přeneseném slova smyslu jde o jakékoliv jiné vystižení (charakteristiku) konkrétního člověka, např. literární portrét, filmový portrét, hudební portrét apod. Použití slova v tomto případě vždy záleží na celkovém kontextu příslušného sdělení.
- Portrét není totožný s označením podobizna. Podobizna může být jakékoliv smyšlené, nesprávné či fiktivní zachycení člověka, jehož portrét se nedochoval nebo podoba ani není známa, například tváře středověkých světců nebo šlechticů.

## Nejvýznamnější malíři portrétů
- Hans Holbein mladší
- Rembrandt
- Diego Velázquez
- Frans Hals
- Francisco Goya
- Jan Kupecký
- Ilja Jefimovič Repin

## Portrétní fotografie

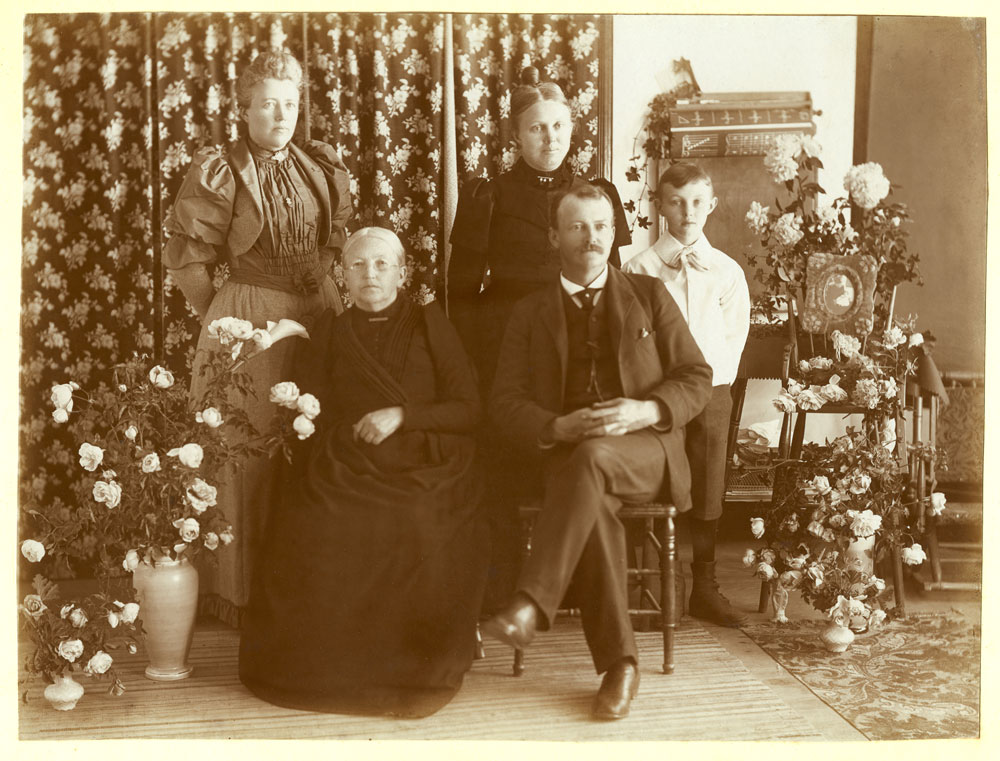
Příklad rodinného skupinového portrétu z konce 19. století. Smuteční snímek byl pořízen u příležitosti úmrtí v rodině, v pozadí je urna s ostatky zemřelého dítěte a členové rodiny jsou oblečeni ve smutečním černém šatu (asi 1894).

Portrétní fotografie existovala od vynálezu fotoaparátu. Byla často levnější, přístupnější a rychlejší než technika portrétní malby. K velkému rozšíření došlo s vynálezem daguerrotypie. Fotografická studia vznikala ve všech větších městech po celém světě. Styl těchto raných děl odráží odpovídají tehdejším technickým požadavkům: 30sekundová expozice a malířské estetické požadavky. Pro dlouhé minuty trvající nehybné setrvání před kamerou při výrobě daguerrotypií a kalotypií byly nutné různé podpěrky pro hlavu a tělo. Například Saronnysův univerzální držák hlavy. Lidé většinou sedí před holým pozadím a jsou osvíceni měkkým světlem z okna, které může být směrováno pomocí zrcadel. Průkopníkem a popularizátorem portrétní fotografie byl francouzský fotograf André-Adolphe-Eugène Disdéri (1819 — 1889), který 22. listopadu roku 1854 patentoval nový typ portrétů, takzvané carte de visite. Jeho konkurentem byl Gaspard-Félix Tournachon, známější pod pseudonymem Nadar, který je autorem řady portrétů celebrit své doby. Do té doby (polovina 19. století) vlastnit portrétní fotografii bylo jen privilegiem a výsadou bohatých.
S postupujícím rozvojem techniky dostali fotografové možnost využívat zkracující se dobu expozice, osvobodit se a vytvořit nový styl portrétní fotografie. Fotografové se přemístili ze svých ateliérů do exteriérů, na bojiště, přes oceány a do vzdálených pouští. Daguerreotypický Saloon Williama Shewa, fotografická dodávka Photographic Van Rogera Fentona a vagón What-is-it? Mathewa Bradyho nastavili standardy portrétní fotografie druhé poloviny devatenáctého století.
Současní umělci Cindy Sherman, Barbara Kruger, Mitch Kern a další používají portrétní fotografie jako prostředku pro sociální kritiku.